# Mucuna membranacea
Mucuna membranacea är en ärtväxtart som beskrevs av Bunzo Hayata. Mucuna membranacea ingår i släktet Mucuna och familjen ärtväxter. Inga underarter finns listade i Catalogue of Life.